# Фриче, Владимир Максимович
Влади́мир Макси́мович Фри́че (15 (27) октября 1870, Москва — 4 сентября 1929, там же) — российский и советский литературовед-марксист и педагог, академик АН СССР (1929).

## Биография
Владимир Фриче родился в немецкой семье, отец — бухгалтер. С пятнадцати лет, после отъезда родителей в Германию, содержал себя уроками. После окончания в 1889 году с медалью немецкой гимназии поступил на историко-филологический факультет Московского университета, где занимался сначала классической филологией, затем — западной литературой; был инициатором создания, а затем членом Кружка любителей западноевропейской литературы. По окончании университета в 1894 году Фриче был оставлен на кафедре всеобщей литературы. В период 1905—1907 годов входил в состав литературно-лекторской группы МК РСДРП.
В 1911 году стал автором единственного разрешённого В. Бласко Ибаньесом перевода с испанского его романа «Cañas y barro» (Тростник и ил; Детоубийцы).
В 1914 году стал первым главным редактором созданного им журнала «Журналист».
7 декабря 1917 года назначен комиссаром по охране удельных и дворцовых имуществ в Москве. В марте 1918 года — комиссар по иностранным делам Совета Народных Комиссаров Мосгубсовета.
В конце 1910-х годов выступал с жёсткой критикой новейших течений в российской литературе и искусстве, считая творчество, например, Василия Кандинского и Ольги Розановой следствием душевного нездоровья авторов.
Профессор этнолого-лингвистического отделения (1921), председатель отделения языка и литературы (1923), профессор кафедры романо-германской филологии (1921—1925) факультета общественных наук. Профессор кафедры исторического материализма этнологического факультета (1925—1929). Действительный член НИИ языковедения и истории литературы при факультете общественных наук (1922—1925).
Директор Института языка и литературы АН (1922). Член Комиссии НКП РСФСР («Комиссия Ротштейна») по коренному пересмотру преподавания общественных наук в высших школах республики (1920).
Заведующий литературным отделением Института красной профессуры, зав. секцией литературы в Комакадемии. Ответственный редактор журнала «Литература и марксизм» (1928—1929).
Область научных интересов: литературоведение, искусствоведение.
Читал лекции по истории западных литератур.
Фриче был ответственным (то есть главным) редактором первых двух томов Литературной энциклопедии и автором нескольких статей (подписаны В. Фриче). Он умер в период подготовки 3-го тома (в котором был опубликован некролог), однако вплоть до 9-го тома его фамилия значилась в списке редколлегии. Похоронен на Введенском кладбище (1 уч.).

### Выборы в АН СССР
В 1928 году партийное руководство СССР решило установить полный контроль над АН СССР, находившейся в Ленинграде, для чего был сформирован список членов ВКП(б), которых «Москва желает видеть избранными» в Академию. Несмотря на колоссальное давление на академиков (см. Академическое дело), трое из этого списка по результатам голосования на Общем собрании АН СССР 12 января 1929 года не набрали необходимых 2/3 голосов — А. М. Деборин, Н. М. Лукин и В. М. Фриче (Фриче получил 16 голосов «за» при 14 «против»).
Учитывая реальную угрозу расформирования АН СССР, руководство Академии было вынуждено принять решение о перебаллотировке с участием вновь избранных академиков. В результате 13 февраля все трое были избраны академиками.

### Основные труды
- «Картины земного рая» (1919)
- «Мировой великий праздник» (1919)
- «Новейшая европейская литература. 1900—1914» (1919)
- «Очерки истории мирового рабочего движения» (1920)
- «Очерки по истории рабочего движения на Западе. Рабочее движение на Западе от его возникновения до распадения I Интернационала» (1921)
- «Парижская Коммуна. 18 марта — 27 мая 1871 г.» (1921)
- «Корифеи мировой литературы и Советская Россия» (1922)
- «Очерки социальной истории искусства» (1923)
- «Вильям Шекспир» (1926)
- «Заметки о современной литературе» (1928)
- учебные пособия:
  - «Очерк развития западно-европейской литературы» (1922)
  - «Западно-европейская литература XX в. в её главнейших проявлениях» (1926)
  - «Социология искусства» (1926); «А. И. Герцен. 1812—1870. Ко дню 50-летия со дня его смерти» (1920)

## Сочинения
- Фриче В. Поэзия кошмаров и ужаса. Несколько глав из истории литературы и искусства на Западе. С картинами художников: Босха, Брегеля и др. — М., «Сфинкс», 1912. — 347 с.
- Фриче В. Пролетарская поэзия. — М., «Денница», 1919. — 112 с.
- Фриче В. Анри Барбюс (статья) // Творчество. Журнал литературы, искусства, науки и жизни. — № 11—12, 1920. — С. 23.
- Фриче В. Социология искусства. — М. — Л.: ОГИЗ, 1929. — 204 с.
- Фриче В. Проблемы искусствоведения, сборник статей по вопросам социологии искусства и литературы. — М. — Л.: ГИЗ, 1930. — 181 стр. [Содержание: Г. В. Плеханов и «научная эстетика». Вильгельм Гаузенштейн как социолог искусства. Арифметическая социология искусства. Фрейдизм и искусство. Проблемы социологии пространственных искусств. Проблема диалектического развития искусства. Проблема социологии литературных стилей. Проблема русского романтизма. Импрессионизм как стиль культуры. К вопросу о характере образа в стиле индустриального капитализма. Трансформация литературных жанров. Стиль индустриально-технической общественной формации]